# رايكو ميتيتش
رايكو ميتيتش، من مواليد 19 نوفمبر 1922 في بيلا بالانكا في صربيا، وتوفي في 30 مارس 2008 في بلغراد في صربيا، لاعب كرة قدم يوغسلافي سابق، ومدرب كرة قدم يوغسلافي سابق.
درب منتخب يوغسلافيا لكرة القدم.

## مسيرته الكروية
لعب رايكو ميتيتش خلال مسيرته الاحترافية مع نادِ واحدٍ في ثلاثة عشر موسمًا وسجل خلالها 72 هدفًا ضمن 220 مباراة. حيث فاز في موسمين بالكأس وفي خمسة مواسم بالدوري.
خاض رايكو ميتيتش مسيرته مع نادي النجم الأحمر بلغراد في موسم 1946–47 ليلعب معه ثلاثة عشر موسمًا، مشاركًا في 220 مباراة سجل خلالها 72 هدفًا.

## روابط خارجية
- رايكو ميتيتش على موقع الاتحاد الدولي (مؤرشف)  (الإنجليزية)
- رايكو ميتيتش على موقع قاعدة بيانات كرة القدم.إي يو (الإنجليزية)
- رايكو ميتيتش على موقع ناشيونال فوتبول تيمز (الإنجليزية)
- رايكو ميتيتش على موقع أوليمبيديا (الإنجليزية)